# Romeins theater van Benevento

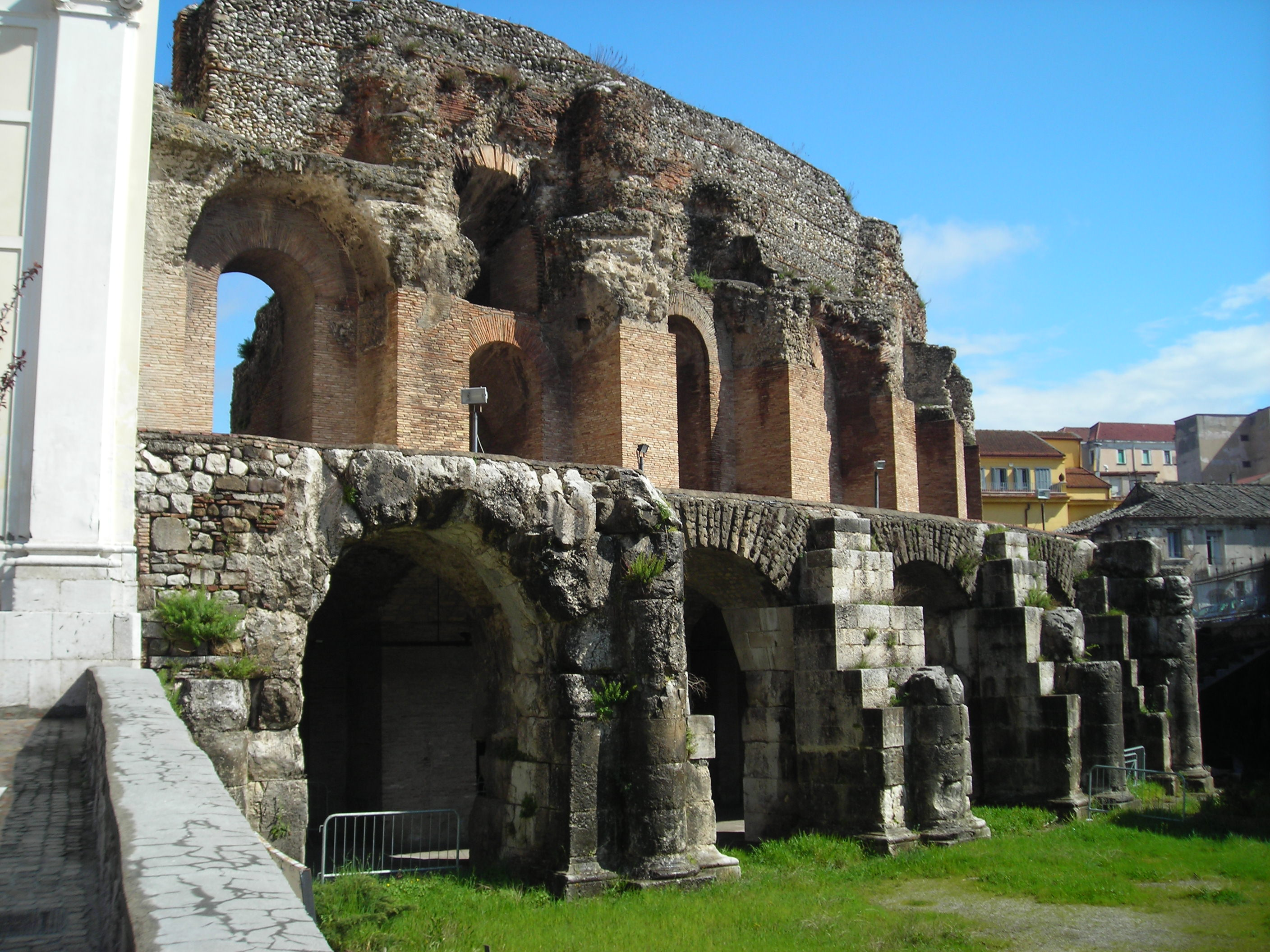
Buitenzijde

Het Romeinse theater van Benevento is een antiek theater in de Italiaanse stad Benevento.

## Geschiedenis
Benevento heette in de oudheid Beneventum. Volgens een bewaard gebleven inscriptie werd het theater in 126 n.Chr. ingewijd. Het theater werd gebouwd in opdracht van keizer Hadrianus. Het is goed mogelijk dat dit theater is gebouwd op de fundering van een ouder theater uit de 1e eeuw n.Chr. Een andere inscriptie op een in 1938 teruggevonden erezuil maakt melding van een restauratie van het gebouw door Caracalla, die toen Caesar was, wat betekent dat zijn vader Septimius Severus toen nog regeerde. Deze restauratie moet dan ook tussen 198 en 210 hebben plaatsgevonden. Caracalla liet ook de nabij gelegen Romeinse brug herstellen, later de Ponte Leproso genoemd.
Het theater raakte in de 6e eeuw n.Chr. buiten gebruik toen de verwoestende oorlogen tegen de Longobarden woedden. Het gebouw verviel en raakte bedolven onder een laag puin en aarde. De muren werden gebruikt als fundering voor nieuwe gebouwen. Op de fundering van een van de podiumgebouwen werd in de 17e eeuw de kerk Santa Maria della Verità gebouwd.

## Het theater
Het theater heeft de standaard Romeinse opzet met een cavea met een aaneengesloten podiummuur. De afmetingen zijn relatief groot. De doorsnee van het gebouw is 90 meter en het bood plaats aan 15.000 toeschouwers. De cavea is niet tegen een natuurlijke heuvel gebouwd, maar rust op een kunstmatige constructie van bogen en gewelven. De façade van de cavea bestond uit 3 verdiepingen met 25 arcaden, versierd met halfzuilen. De onderste verdieping is bewaard gebleven en heeft halfzuilen in de Toscaanse orde. Ook de cavea is goed bewaard gebleven. Aan beide zijden van het podium (scaena) zijn nog de restanten van de monumentale toegangsdeuren te zien. Delen van de podiummuur staan nog overeind.

## Opgraving en restauratie
Aan het einde van de 19e eeuw ontstonden er plannen om het theater weer in oude staat te herstellen. Vanaf 1923 werd begonnen met de opgravingen en afbraak van de huizen die op het theater waren gebouwd. De restauraties werden verstoord door een aardbeving in 1930 en de Tweede Wereldoorlog. Na de oorlog werden de werkzaamheden hervat en het theater werd in 1957 voor het publiek heropend. Na een aardbeving in 1980 volgde een nieuwe restauratie.
Het theater staat bekend om zijn goede akoestiek. Het wordt nog regelmatig gebruikt voor voorstellingen en festivals.

## Referentie
- Dit artikel of een eerdere versie ervan is een (gedeeltelijke) vertaling van het artikel Teatro romano di Benevento op de Italiaanstalige Wikipedia, dat onder de licentie Creative Commons Naamsvermelding/Gelijk delen valt. Zie de bewerkingsgeschiedenis aldaar.

- Virtual International Authority File: 254630633